# Nationalratswahl in der Slowakei 2016
- Smer: 49
- SNS: 15
- M-H: 11
- Sieť: 10
- SaS: 21
- OĽaNO: 19
- ĽSNS: 14
- SR: 11

Die Nationalratswahl in der Slowakei 2016 zum Nationalrat fand am 5. März 2016 zwischen 7:00 und 22:00 Uhr statt. Das Ergebnis wird als Rechtsruck bezeichnet. Es war die siebte Nationalratswahl seit der slowakischen Unabhängigkeit 1993.
Am 16. März 2016 einigten sich vier Parteien auf eine Koalitionsregierung unter dem bisherigen Ministerpräsidenten Robert Fico.

## Ausgangslage
Bei der vorgezogenen Neuwahl 2012 wurde die linkspopulistische Smer-SD deutlich stärkste Kraft und konnte als erste Partei seit dem Ende der kommunistischen Diktatur 1989 eine Alleinregierung bilden. Die Koalitionsparteien der Regierung Radičová, die katholisch-konservative KDH und die christdemokratische SDKÚ-DS, die rechtsliberale SaS und die christdemokratische ungarische Minderheitspartei Most-Híd, mussten klare Verluste hinnehmen, insbesondere die SDKÚ und die SaS stürzten in der Wählergunst ab. Auf Anhieb drittstärkste Kraft wurde die konservative OĽaNO, eine Abspaltung der SaS. Die nationalistische SNS, von 2006 bis 2010 Teil einer Smer-geführten Regierungskoalition (Regierung Fico I), verlor ihren Status als Parlamentspartei. Die nationalkonservative ungarische SMK-MKP verfehlte wie schon 2010 den Einzug in den Nationalrat. Infolge des Wahlergebnisses konnte Robert Fico (Smer) mit einer absoluten Mehrheit regieren (Fico II).
Bei der Europawahl 2014 mussten die Smer und die SDKÚ klare Verluste hinnehmen, während die konservative NOVA, die Most-Híd und die OĽaNO erstmals ins EU-Parlament einzogen. Die katholisch-konservative KDH konnte ihren Status als zweitstärkste Kraft verteidigen, während die rechtsliberale SaS erstmals ins EU-Parlament einzog. Die SMK schaffte erstmals seit 2009 den Einzug in ein überregionales Parlament, zudem überholte die SMK erstmals in ihrer Geschichte die Most-Híd in der Wählergunst.
Im Wahlkampf hatte das Thema Flüchtlingspolitik in der Flüchtlingskrise große Bedeutung.

## Wahlsystem
Für alle einzeln antretenden Parteien gilt eine Sperrklausel von 5 Prozent, für Koalitionen von zwei oder mehr Parteien besteht eine Sperrklausel von 7 Prozent. Die Wahlkampagnen endeten am 3. März 2016, Wahlumfragen durften nur bis zum 20. Februar 2016 veröffentlicht werden. Die Parteien durften zur Finanzierung des Wahlkampfes maximal drei Millionen Euro verbrauchen und gültig waren nur Finanzmittel, die auf einem transparenten Bankkonto geführt werden. Staatsbürger der Slowakei, die im Ausland ihren dauerhaften Wohnsitz haben, mussten bis zum 15. Januar 2016 ein Ersuchen an das slowakische Innenministerium richten, wenn sie an der Wahl teilnehmen wollten.
Für die Bildung einer Regierung werden mindestens 76 der 150 Abgeordnetenmandate benötigt, eine Verfassungsmehrheit erfordert 90 Mandate.

## Teilnehmer
Die Kandidatenlisten für die am 5. März 2016 stattfindenden Nationalratswahl konnten die registrierten politischen Parteien bzw. Bewegungen bis zum 6. Dezember 2015 um Mitternacht an die Staatliche Kommission für Wahlen und Finanzkontrolle der Parteien abgeben. Laut dem Register über politische Parteien des slowakischen Innenministeriums waren am 6. Dezember 2015 insgesamt 155 politische Parteien oder Bewegungen in der Slowakei aktiv. Die folgenden Parteien waren vor der Wahl Nationalrat vertreten oder wurden in Umfragen regelmäßig über fünf Prozent der Stimmen gesehen:
| Partei | Partei | Partei | Spitzenkandidat/-in | Politische Ausrichtung                                                     | EU-Partei |
| ------ | ------ | --- | ------------------- | -------------------------------------------------------------------------- | --------- |
|        |        | Smer – sociálna demokracia (Smer-SD) Richtung – Sozialdemokratie                                                                                | Robert Fico         | linkspopulistisch, sozialdemokratisch                                      | PES       |
|        | Logo   | Kresťanskodemokratické hnutie (KDH) Christlich-Demokratische Bewegung                                                                           | Ján Figeľ           | katholisch-konservativ, wirtschaftsliberal                                 | EVP       |
|        |        | Obyčajní ľudia a nezávislé osobnosti – NOVA (OĽaNO-NOVA) Gewöhnliche Leute und unabhängige Personen – Die Neue                                  | Igor Matovič        | Protestpartei, konservativ                                                 | AKRE      |
|        | Logo   | Most–Híd, az együttműködés pártja – strana spolupráce (M-H) Brücke, Partei der Zusammenarbeit                                                   | Béla Bugár          | ungarische Minderheit, christdemokratisch                                  | EVP       |
|        | Logo   | Slovenská demokratická a kresťanská únia – Demokratická strana (SDKÚ-DS) Slowakische Demokratische und Christliche Union – Demokratische Partei | Pavol Frešo         | christdemokratisch                                                         | EVP       |
|        | Logo   | Sloboda a Solidarita (SaS) Freiheit und Solidarität                                                                                             | Richard Sulík       | neoliberal, libertär                                                       | AKRE      |
|        |        | Slowakische Nationalpartei (SNS) Slowakische Nationalpartei                                                                                     | Andrej Danko        | nationalkonservativ, rechtspopulistisch, rechtsextrem, wohlfahrtsstaatlich | –         |
|        | Logo   | Strana maďarskej komunity – Magyar Közösség Pártja (SMK-MKP) Partei der ungarischen Gemeinschaft                                                | József Berényi      | ungarische Minderheit, nationalkonservativ                                 | EVP       |
|        | Logo   | #Sieť #Netzwerk | Radoslav Procházka  | wirtschaftsliberal, konservativ                                            | –         |

Daneben treten an:
- Hnutie za demokratické Slovensko
- Maďarská kresťanskodemokratická aliancia – Magyar Kereszténydemokrata Szövetség
- Koalicia Spolocne za Slovensko
- Komunistická strana Slovenska
- Kotleba – Ľudová strana Naše Slovensko (rechtsextrem)
- Odvaha – Veľká národná a proruská koalícia
- Priama Demokracia („Direkte Demokratie“)
- Prosperita Slovenska
- Slovenská občianska koalícia (SKOK!, liberal)
- Sme Rodina – Boris Kollár (SR)
- Strana Moderneho Slovanska (SMS)
- Strana TIP (rechts-liberal)
- Strana zelených Slovenska (Grüne Partei)
- Šanca
- VZDOR – strana práce (marxistisch-leninistisch)

## Umfragen
| \| Institut \| Befragte \| Datum \| Smer-SD \| #Sieť \| KDH \| M-H \| OĽaNO \| SNS \| SMK-MKP \| SaS \| NOVA \| SDKÚ-DS \| Sonstige \| \| ------------------ \| ---------- \| ---------- \| ------- \| ------ \| ------ \| ------ \| ------ \| ------ \| ------- \| ----- \| ----- \| ------- \| -------- \| \| EAC \| 1.380 \| 20.01.2016 \| 36,3 % \| 15,1 % \| 7,8 % \| 7,0 % \| 4,7 % \| 7,7 % \| 5,0 % \| 5,4 % \| — \| 2,0 % \| 9,0 % \| \| Focus \| 1.011 \| 20.01.2016 \| 37,0 % \| 13,2 % \| 7,0 % \| 7,0 % \| 6,1 % \| 7,2 % \| 3,9 % \| 5,1 % \| — \| 2,4 % \| 11,1 % \| \| WAPmobile \| 1.306 \| 15.01.2016 \| 35,8 % \| 14,9 % \| 8,2 % \| 6,3 % \| 6,8 % \| 7,1 % \| 5,4 % \| 4,2 % \| — \| 3,3 % \| 8,0 % \| \| AKO \| 1.000 \| 14.01.2016 \| 40,7 % \| 8,1 % \| 5,6 % \| 7,9 % \| 5,7 % \| 7,4 % \| 2,1 % \| 6,2 % \| — \| 1,6 % \| 10,9 % \| \| SITA \| 1.223 \| 14.01.2016 \| 41,0 % \| 13,8 % \| 6,0 % \| 8,0 % \| 6,0 % \| 7,9 % \| 5,3 % \| 4,2 % \| — \| 2,0 % \| 5,8 % \| \| ASA \| 1.046 \| 12.01.2016 \| 38,2 % \| 12,5 % \| 8,0 % \| 6,3 % \| 5,1 % \| 8,4 % \| 5,3 % \| 3,5 % \| — \| 5,1 % \| 7,6 % \| \| MVK \| 1.089 \| 08.01.2016 \| 34,5 % \| 14,7 % \| 8,6 % \| 6,5 % \| 5,0 % \| 10,1 % \| 5,1 % \| 3,4 % \| — \| 2,0 % \| 10,1 % \| \| Phoenix Research \| 1.011 \| 04.01.2016 \| 35,9 % \| 13,9 % \| 6,9 % \| 6,8 % \| 5,7 % \| 7,1 % \| 4,1 % \| 5,0 % \| — \| 2,1 % \| 4,7 % \| \| EAC \| 1.089 \| 30.12.2015 \| 38,0 % \| 15,0 % \| 7,8 % \| 6,8 % \| 4,9 % \| 6,5 % \| 4,9 % \| 4,7 % \| — \| 2,0 % \| 9,4 % \| \| Polis \| 1.422 \| 18.12.2015 \| 40,0 % \| 13,0 % \| 7,1 % \| 8,9 % \| 6,0 % \| 8,2 % \| 4,3 % \| 4,0 % \| — \| 2,1 % \| 6,4 % \| \| Median \| 1.228 \| 13.12.2015 \| 42,4 % \| 8,3 % \| 9,4 % \| 6,6 % \| 6,7 % \| 6,4 % \| 4,4 % \| 7,0 % \| — \| 3,3 % \| 5,5 % \| \| AKO \| 1.000 \| 10.12.2015 \| 43,3 % \| 10,1 % \| 6,3 % \| 9,0 % \| 4,5 % \| 8,2 % \| — \| 5,8 % \| — \| — \| — \| \| Focus \| 1.004 \| 08.12.2015 \| 38,4 % \| 13,4 % \| 7,4 % \| 6,6 % \| 6,4 % \| 6,3 % \| 4,2 % \| 5,3 % \| — \| 2,5 % \| 9,5 % \| \| Phoenix Research \| 1.009 \| 04.12.2015 \| 34,7 % \| 13,4 % \| 7,5 % \| 6,6 % \| 5,8 % \| 6,3 % \| 4,2 % \| 4,3 % \| — \| 3,2 % \| 6,1 % \| \| AKO \| 1.000 \| 01.12.2015 \| 42,2 % \| 8,3 % \| 7,9 % \| 10,4 % \| 5,7 % \| 9,7 % \| — \| 6,2 % \| — \| — \| — \| \| MVK \| 1.270 \| 21.11.2015 \| 36,0 % \| 14,9 % \| 10,1 % \| 6,7 % \| 6,6 % \| 6,8 % \| 4,4 % \| 3,7 % \| — \| 2,8 % \| 8,0 % \| \| ASA \| 1.021 \| 18.11.2015 \| 39,7 % \| 11,0 % \| 8,5 % \| 6,6 % \| 6,3 % \| 7,0 % \| 5,2 % \| 4,6 % \| — \| 5,2 % \| 4,3 % \| \| Polis \| 1.305 \| 14.11.2015 \| 40,1 % \| 12,6 % \| 7,7 % \| 7,8 % \| 6,6 % \| 8,5 % \| 5,3 % \| 4,0 % \| — \| 2,8 % \| 4,6 % \| \| Focus \| 1.034 \| 11.11.2015 \| 39,0 % \| 12,9 % \| 7,7 % \| 7,0 % \| 6,6 % \| 6,0 % \| 4,1 % \| 5,2 % \| — \| 3,0 % \| — \| \| Median \| 1.111 \| 08.11.2015 \| 43,4 % \| 7,5 % \| 8,4 % \| 7,0 % \| 6,0 % \| 7,1 % \| 4,2 % \| 6,0 % \| — \| 3,4 % \| — \| \| AKO \| 1.000 \| 04.11.2015 \| 41,0 % \| 9,7 % \| 6,3 % \| 9,9 % \| 5,6 % \| 8,2 % \| 3,4 % \| 5,0 % \| — \| 3,9 % \| 7,0 % \| \| Phoenix Research \| 1.007 \| 04.11.2015 \| 35,0 % \| 13,0 % \| 7,8 % \| 6,5 % \| 5,9 % \| 6,8 % \| 4,0 % \| 3,7 % \| — \| 1,9 % \| — \| \| Polis \| 1.420 \| 18.10.2015 \| 38,5 % \| 12,4 % \| 7,6 % \| 7,7 % \| 6,8 % \| 8,0 % \| 4,4 % \| 4,7 % \| — \| 2,5 % \| — \| \| Focus \| 1.032 \| 14.10.2015 \| 39,1 % \| 12,6 % \| 7,1 % \| 7,3 % \| 6,7 % \| 6,1 % \| 4,2 % \| 5,2 % \| — \| 2,8 % \| 8,3 % \| \| Median \| 1.217 \| 11.10.2015 \| 40,8 % \| 8,9 % \| 8,1 % \| 7,1 % \| 8,0 % \| 6,3 % \| 4,2 % \| 5,7 % \| — \| 3,2 % \| 7,7 % \| \| AKO \| 1.008 \| 08.10.2015 \| 38,9 % \| 10,9 % \| 8,0 % \| 8,2 % \| 6,7 % \| 8,4 % \| 3,9 % \| 5,9 % \| — \| 3,5 % \| 5,6 % \| \| EAC \| 1.541 \| 06.10.2015 \| 34,8 % \| 13,0 % \| 7,7 % \| 7,9 % \| 6,7 % \| 7,2 % \| 5,0 % \| 6,2 % \| — \| 1,6 % \| 9,9 % \| \| Phoenix Research \| 1.005 \| 04.10.2015 \| 33,4 % \| 12,4 % \| 7,6 % \| 6,9 % \| 6,1 % \| 6,9 % \| 4,3 % \| 3,9 % \| — \| — \| — \| \| MVK \| 1.085 \| 02.10.2015 \| 40,0 % \| 8,3 % \| 10,8 % \| 6,9 % \| 4,3 % \| 7,6 % \| 5,0 % \| 3,7 % \| — \| — \| 9,9 %[8] \| \| Focus \| 1.003 \| 09.09.2015 \| 37,7 % \| 11,4 % \| 8,2 % \| 7,1 % \| 8,0 % \| 6,4 % \| 4,1 % \| 5,4 % \| — \| 2,2 % \| — \| \| Median \| 1.031 \| 16.08.2015 \| 39,9 % \| 8,3 % \| 9,3 % \| 6,8 % \| 6,6 % \| 7,6 % \| 4,6 % \| 4,8 % \| — \| 3,5 % \| 8,6 % \| \| Median \| 1.031 \| 29.07.2015 \| 38,4 % \| 10,2 % \| 9,0 % \| 5,6 % \| 7,8 % \| 8,0 % \| 3,7 % \| 4,7 % \| — \| 3,7 % \| 7,9 % \| \| Polis Slovakia[9] \| 1.463 \| 18.07.2015 \| 35,0 % \| 12,1 % \| 7,9 % \| 8,1 % \| 8,9 % \| 8,3 % \| 5,1 % \| 4,5 % \| — \| 1,8 % \| 8,3 % \| \| Polis Slovakia[10] \| 1.469 \| 14.06.2015 \| 34,8 % \| 11,8 % \| 8,4 % \| 8,8 % \| 6,9 % \| 8,1 % \| 5,0 % \| 4,3 % \| 3,0 % \| 1,4 % \| 7,5 % \| \| Focus \| 1.018 \| 10.06.2015 \| 35,3 % \| 10,9 % \| 9,5 % \| 7,8 % \| 7,7 % \| 6,4 % \| 4,3 % \| 4,6 % \| 2,5 % \| 2,4 % \| 8,6 % \| \| Focus \| 1.067 \| 13.05.2015 \| 33,2 % \| 10,7 % \| 9,4 % \| 7,4 % \| 7,8 % \| 7,3 % \| 5,4 % \| 5,0 % \| 2,4 % \| 2,3 % \| 9,1 % \| \| Polis Slovakia[11] \| 1.402 \| 11.05.2015 \| 35,3 % \| 10,8 % \| 8,3 % \| 8,4 % \| 7,9 % \| 8,0 % \| 5,5 % \| 3,9 % \| 2,4 % \| 2,0 % \| 7,7 % \| \| Polis Slovakia[12] \| 1.417 \| 18.04.2015 \| 34,7 % \| 10,1 % \| 10,5 % \| 8,7 % \| 7,2 % \| 6,8 % \| 5,2 % \| 4,0 % \| 2,4 % \| 2,5 % \| 7,9 % \| \| Focus \| 1.027 \| 08.04.2015 \| 37,4 % \| 10,9 % \| 9,9 % \| 7,2 % \| 7,0 % \| 5,7 % \| 4,0 % \| 5,3 % \| 2,3 % \| 3,2 % \| 7,1 % \| \| eCall Slovakia[13] \| 1.266 \| 27.03.2015 \| 35,6 % \| 12,6 % \| 8,3 % \| 9,9 % \| 7,5 % \| 6,4 % \| 3,8 % \| 5,1 % \| 2,6 % \| 3,2 % \| 5,0 % \| \| Polis Slovakia[14] \| 1.448 \| 23.03.2015 \| 37,7 % \| 9,3 % \| 8,0 % \| 8,0 % \| 8,8 % \| 6,2 % \| 4,7 % \| 3,8 % \| 2,8 % \| 2,2 % \| 8,5 % \| \| MVK[15][16] \| 1.106 \| 10.03.2015 \| 38,8 % \| 7,8 % \| 11,5 % \| 7,1 % \| 7,7 % \| 5,1 % \| 5,4 % \| 2,6 % \| 2,0 % \| 3,5 % \| 8,5 % \| \| Polis Slovakia[17] \| 1.472 \| 18.02.2015 \| 36,8 % \| 10,1 % \| 7,3 % \| 8,6 % \| 6,7 % \| 7,2 % \| 4,6 % \| 4,2 % \| 3,1 % \| 3,1 % \| 8,3 % \| \| Focus \| 1.010 \| 03.02.2015 \| 35,5 % \| 11 % \| 10,9 % \| 7 % \| 6 % \| 5,7 % \| 4,6 % \| 4,4 % \| 3,3 % \| 2,8 % \| 8,8 % \| \| Polis Slovakia[18] \| 1.410 \| 18.01.2015 \| 37,4 % \| 11,3 % \| 7,9 % \| 7,9 % \| 7,7 % \| 5,7 % \| 5,7 % \| 3,9 % \| 2,4 % \| 2,5 % \| 7,6 % \| \| Polis Slovakia[19] \| 1.463 \| 07.12.2014 \| 38,3 % \| 11,9 % \| 8,2 % \| 7,8 % \| 8,4 % \| 5,2 % \| 5,1 % \| 3,9 % \| 2,4 % \| 3,1 % \| 5,7 % \| \| MVK[20] \| 1.125 \| 07.11.2014 \| 38,8 % \| 11,9 % \| 12,2 % \| 6,2 % \| 6,9 % \| 3,9 % \| 4,5 % \| 3,7 % \| 3,1 % \| 3,9 % \| 4,9 % \| \| Focus \| 1.051 \| 04.08.2014 \| 36,8 % \| 10,6 % \| 9,7 % \| 7,1 % \| 7,8 % \| 3,8 % \| 5,2 % \| 4,2 % \| 3,2 % \| 4,9 % \| 8,5 % \| \| Polis Slovakia[21] \| 1.128 \| 31.07.2014 \| 35,8 % \| 16,4 % \| 7,7 % \| 8,3 % \| 5,5 % \| 4,0 % \| 6,0 % \| 3,8 % \| 2,9 % \| 3,9 % \| 5,7 % \| \| Polis Slovakia[22] \| 1.322 \| 01.07.2014 \| 35,3 % \| 17,2 % \| 7,9 % \| 7,8 % \| 4,9 % \| 3,9 % \| 6,0 % \| 3,9 % \| 3,0 % \| 4,8 % \| 5,3 % \| \| Focus \| 1.025 \| 23.06.2014 \| 32,2 % \| 15,8 % \| 9,3 % \| 5,0 % \| 7,6 % \| 2,4 % \| 5,1 % \| 5,5 % \| 3,4 % \| 5,1 % \| 8,1 % \| \| Polis Slovakia[23] \| 1.603 \| 02.06.2014 \| 36,4 % \| — \| 8,1 % \| 7,6 % \| 6,2 % \| 3,9 % \| 5,7 % \| 4,3 % \| 3,4 % \| 4,7 % \| 4,3 % \| \| Europawahl \| Europawahl \| 24.05.2014 \| 24,1 % \| — \| 13,2 % \| 5,8 % \| 7,5 % \| 3,6 % \| 6,5 % \| 6,7 % \| 6,8 % \| 7,8 % \| 16,9 % \| \| Focus \| 1.037 \| 20.05.2014 \| 34,6 % \| — \| 9,9 % \| 5,1 % \| 5,3 % \| 4,3 % \| 5,0 % \| 4,1 % \| 4,9 % \| 5,3 % \| 24,5 % \| \| Median \| 998 \| 19.05.2014 \| 42,2 % \| — \| 7,9 % \| 5,4 % \| 10,5 % \| 4,7 % \| 4,7 % \| 6,7 % \| 4,1 % \| 7,7 % \| 6,2 % \| \| Polis Slovakia[24] \| 1.250 \| 06.05.2014 \| 38,3 % \| — \| 7,0 % \| 7,9 % \| 7,7 % \| 3,8 % \| 6,3 % \| 3,8 % \| 2,9 % \| 5,0 % \| 17,3 % \| \| Polis Slovakia[25] \| 1.521 \| 28.03.2014 \| 41,5 % \| — \| 9,2 % \| 7,7 % \| 9,0 % \| 3,7 % \| 6,5 % \| 4,8 % \| 3,7 % \| 5,8 % \| 8,1 % \| \| Polis Slovakia[26] \| 1.521 \| 05.03.2014 \| 39,0 % \| — \| 7,8 % \| 7,7 % \| 8,5 % \| — \| — \| 6,5 % \| — \| 8,9 % \| 21,6 % \| \| Focus \| 1.051 \| 05.02.2014 \| 38,1 % \| — \| 12,7 % \| 6,2 % \| 8,0 % \| 3,3 % \| 5,9 % \| 5,4 % \| 4,0 % \| 7,2 % \| 12,3 % \| \| MVK[27] \| 1.106 \| 21.01.2014 \| 38,1 % \| — \| 9,5 % \| 5,9 % \| 9,2 % \| 2,9 % \| 5,5 % \| 3,9 % \| 5,1 % \| 8,9 % \| 12,2 % \| |            |            |         |        |        |        |        |        |         |       |       |         |          |
| Institut | Befragte   | Datum      | Smer-SD | #Sieť  | KDH    | M-H    | OĽaNO  | SNS    | SMK-MKP | SaS   | NOVA  | SDKÚ-DS | Sonstige |
| EAC | 1.380      | 20.01.2016 | 36,3 %  | 15,1 % | 7,8 %  | 7,0 %  | 4,7 %  | 7,7 %  | 5,0 %   | 5,4 % | —     | 2,0 %   | 9,0 %    |
| Focus | 1.011      | 20.01.2016 | 37,0 %  | 13,2 % | 7,0 %  | 7,0 %  | 6,1 %  | 7,2 %  | 3,9 %   | 5,1 % | —     | 2,4 %   | 11,1 %   |
| WAPmobile | 1.306      | 15.01.2016 | 35,8 %  | 14,9 % | 8,2 %  | 6,3 %  | 6,8 %  | 7,1 %  | 5,4 %   | 4,2 % | —     | 3,3 %   | 8,0 %    |
| AKO | 1.000      | 14.01.2016 | 40,7 %  | 8,1 %  | 5,6 %  | 7,9 %  | 5,7 %  | 7,4 %  | 2,1 %   | 6,2 % | —     | 1,6 %   | 10,9 %   |
| SITA | 1.223      | 14.01.2016 | 41,0 %  | 13,8 % | 6,0 %  | 8,0 %  | 6,0 %  | 7,9 %  | 5,3 %   | 4,2 % | —     | 2,0 %   | 5,8 %    |
| ASA | 1.046      | 12.01.2016 | 38,2 %  | 12,5 % | 8,0 %  | 6,3 %  | 5,1 %  | 8,4 %  | 5,3 %   | 3,5 % | —     | 5,1 %   | 7,6 %    |
| MVK | 1.089      | 08.01.2016 | 34,5 %  | 14,7 % | 8,6 %  | 6,5 %  | 5,0 %  | 10,1 % | 5,1 %   | 3,4 % | —     | 2,0 %   | 10,1 %   |
| Phoenix Research | 1.011      | 04.01.2016 | 35,9 %  | 13,9 % | 6,9 %  | 6,8 %  | 5,7 %  | 7,1 %  | 4,1 %   | 5,0 % | —     | 2,1 %   | 4,7 %    |
| EAC | 1.089      | 30.12.2015 | 38,0 %  | 15,0 % | 7,8 %  | 6,8 %  | 4,9 %  | 6,5 %  | 4,9 %   | 4,7 % | —     | 2,0 %   | 9,4 %    |
| Polis | 1.422      | 18.12.2015 | 40,0 %  | 13,0 % | 7,1 %  | 8,9 %  | 6,0 %  | 8,2 %  | 4,3 %   | 4,0 % | —     | 2,1 %   | 6,4 %    |
| Median | 1.228      | 13.12.2015 | 42,4 %  | 8,3 %  | 9,4 %  | 6,6 %  | 6,7 %  | 6,4 %  | 4,4 %   | 7,0 % | —     | 3,3 %   | 5,5 %    |
| AKO | 1.000      | 10.12.2015 | 43,3 %  | 10,1 % | 6,3 %  | 9,0 %  | 4,5 %  | 8,2 %  | —       | 5,8 % | —     | —       | —        |
| Focus | 1.004      | 08.12.2015 | 38,4 %  | 13,4 % | 7,4 %  | 6,6 %  | 6,4 %  | 6,3 %  | 4,2 %   | 5,3 % | —     | 2,5 %   | 9,5 %    |
| Phoenix Research | 1.009      | 04.12.2015 | 34,7 %  | 13,4 % | 7,5 %  | 6,6 %  | 5,8 %  | 6,3 %  | 4,2 %   | 4,3 % | —     | 3,2 %   | 6,1 %    |
| AKO | 1.000      | 01.12.2015 | 42,2 %  | 8,3 %  | 7,9 %  | 10,4 % | 5,7 %  | 9,7 %  | —       | 6,2 % | —     | —       | —        |
| MVK | 1.270      | 21.11.2015 | 36,0 %  | 14,9 % | 10,1 % | 6,7 %  | 6,6 %  | 6,8 %  | 4,4 %   | 3,7 % | —     | 2,8 %   | 8,0 %    |
| ASA | 1.021      | 18.11.2015 | 39,7 %  | 11,0 % | 8,5 %  | 6,6 %  | 6,3 %  | 7,0 %  | 5,2 %   | 4,6 % | —     | 5,2 %   | 4,3 %    |
| Polis | 1.305      | 14.11.2015 | 40,1 %  | 12,6 % | 7,7 %  | 7,8 %  | 6,6 %  | 8,5 %  | 5,3 %   | 4,0 % | —     | 2,8 %   | 4,6 %    |
| Focus | 1.034      | 11.11.2015 | 39,0 %  | 12,9 % | 7,7 %  | 7,0 %  | 6,6 %  | 6,0 %  | 4,1 %   | 5,2 % | —     | 3,0 %   | —        |
| Median | 1.111      | 08.11.2015 | 43,4 %  | 7,5 %  | 8,4 %  | 7,0 %  | 6,0 %  | 7,1 %  | 4,2 %   | 6,0 % | —     | 3,4 %   | —        |
| AKO | 1.000      | 04.11.2015 | 41,0 %  | 9,7 %  | 6,3 %  | 9,9 %  | 5,6 %  | 8,2 %  | 3,4 %   | 5,0 % | —     | 3,9 %   | 7,0 %    |
| Phoenix Research | 1.007      | 04.11.2015 | 35,0 %  | 13,0 % | 7,8 %  | 6,5 %  | 5,9 %  | 6,8 %  | 4,0 %   | 3,7 % | —     | 1,9 %   | —        |
| Polis | 1.420      | 18.10.2015 | 38,5 %  | 12,4 % | 7,6 %  | 7,7 %  | 6,8 %  | 8,0 %  | 4,4 %   | 4,7 % | —     | 2,5 %   | —        |
| Focus | 1.032      | 14.10.2015 | 39,1 %  | 12,6 % | 7,1 %  | 7,3 %  | 6,7 %  | 6,1 %  | 4,2 %   | 5,2 % | —     | 2,8 %   | 8,3 %    |
| Median | 1.217      | 11.10.2015 | 40,8 %  | 8,9 %  | 8,1 %  | 7,1 %  | 8,0 %  | 6,3 %  | 4,2 %   | 5,7 % | —     | 3,2 %   | 7,7 %    |
| AKO | 1.008      | 08.10.2015 | 38,9 %  | 10,9 % | 8,0 %  | 8,2 %  | 6,7 %  | 8,4 %  | 3,9 %   | 5,9 % | —     | 3,5 %   | 5,6 %    |
| EAC | 1.541      | 06.10.2015 | 34,8 %  | 13,0 % | 7,7 %  | 7,9 %  | 6,7 %  | 7,2 %  | 5,0 %   | 6,2 % | —     | 1,6 %   | 9,9 %    |
| Phoenix Research | 1.005      | 04.10.2015 | 33,4 %  | 12,4 % | 7,6 %  | 6,9 %  | 6,1 %  | 6,9 %  | 4,3 %   | 3,9 % | —     | —       | —        |
| MVK | 1.085      | 02.10.2015 | 40,0 %  | 8,3 %  | 10,8 % | 6,9 %  | 4,3 %  | 7,6 %  | 5,0 %   | 3,7 % | —     | —       | 9,9 %    |
| Focus | 1.003      | 09.09.2015 | 37,7 %  | 11,4 % | 8,2 %  | 7,1 %  | 8,0 %  | 6,4 %  | 4,1 %   | 5,4 % | —     | 2,2 %   | —        |
| Median | 1.031      | 16.08.2015 | 39,9 %  | 8,3 %  | 9,3 %  | 6,8 %  | 6,6 %  | 7,6 %  | 4,6 %   | 4,8 % | —     | 3,5 %   | 8,6 %    |
| Median | 1.031      | 29.07.2015 | 38,4 %  | 10,2 % | 9,0 %  | 5,6 %  | 7,8 %  | 8,0 %  | 3,7 %   | 4,7 % | —     | 3,7 %   | 7,9 %    |
| Polis Slovakia | 1.463      | 18.07.2015 | 35,0 %  | 12,1 % | 7,9 %  | 8,1 %  | 8,9 %  | 8,3 %  | 5,1 %   | 4,5 % | —     | 1,8 %   | 8,3 %    |
| Polis Slovakia | 1.469      | 14.06.2015 | 34,8 %  | 11,8 % | 8,4 %  | 8,8 %  | 6,9 %  | 8,1 %  | 5,0 %   | 4,3 % | 3,0 % | 1,4 %   | 7,5 %    |
| Focus | 1.018      | 10.06.2015 | 35,3 %  | 10,9 % | 9,5 %  | 7,8 %  | 7,7 %  | 6,4 %  | 4,3 %   | 4,6 % | 2,5 % | 2,4 %   | 8,6 %    |
| Focus | 1.067      | 13.05.2015 | 33,2 %  | 10,7 % | 9,4 %  | 7,4 %  | 7,8 %  | 7,3 %  | 5,4 %   | 5,0 % | 2,4 % | 2,3 %   | 9,1 %    |
| Polis Slovakia | 1.402      | 11.05.2015 | 35,3 %  | 10,8 % | 8,3 %  | 8,4 %  | 7,9 %  | 8,0 %  | 5,5 %   | 3,9 % | 2,4 % | 2,0 %   | 7,7 %    |
| Polis Slovakia | 1.417      | 18.04.2015 | 34,7 %  | 10,1 % | 10,5 % | 8,7 %  | 7,2 %  | 6,8 %  | 5,2 %   | 4,0 % | 2,4 % | 2,5 %   | 7,9 %    |
| Focus | 1.027      | 08.04.2015 | 37,4 %  | 10,9 % | 9,9 %  | 7,2 %  | 7,0 %  | 5,7 %  | 4,0 %   | 5,3 % | 2,3 % | 3,2 %   | 7,1 %    |
| eCall Slovakia | 1.266      | 27.03.2015 | 35,6 %  | 12,6 % | 8,3 %  | 9,9 %  | 7,5 %  | 6,4 %  | 3,8 %   | 5,1 % | 2,6 % | 3,2 %   | 5,0 %    |
| Polis Slovakia | 1.448      | 23.03.2015 | 37,7 %  | 9,3 %  | 8,0 %  | 8,0 %  | 8,8 %  | 6,2 %  | 4,7 %   | 3,8 % | 2,8 % | 2,2 %   | 8,5 %    |
| MVK | 1.106      | 10.03.2015 | 38,8 %  | 7,8 %  | 11,5 % | 7,1 %  | 7,7 %  | 5,1 %  | 5,4 %   | 2,6 % | 2,0 % | 3,5 %   | 8,5 %    |
| Polis Slovakia | 1.472      | 18.02.2015 | 36,8 %  | 10,1 % | 7,3 %  | 8,6 %  | 6,7 %  | 7,2 %  | 4,6 %   | 4,2 % | 3,1 % | 3,1 %   | 8,3 %    |
| Focus | 1.010      | 03.02.2015 | 35,5 %  | 11 %   | 10,9 % | 7 %    | 6 %    | 5,7 %  | 4,6 %   | 4,4 % | 3,3 % | 2,8 %   | 8,8 %    |
| Polis Slovakia | 1.410      | 18.01.2015 | 37,4 %  | 11,3 % | 7,9 %  | 7,9 %  | 7,7 %  | 5,7 %  | 5,7 %   | 3,9 % | 2,4 % | 2,5 %   | 7,6 %    |
| Polis Slovakia | 1.463      | 07.12.2014 | 38,3 %  | 11,9 % | 8,2 %  | 7,8 %  | 8,4 %  | 5,2 %  | 5,1 %   | 3,9 % | 2,4 % | 3,1 %   | 5,7 %    |
| MVK | 1.125      | 07.11.2014 | 38,8 %  | 11,9 % | 12,2 % | 6,2 %  | 6,9 %  | 3,9 %  | 4,5 %   | 3,7 % | 3,1 % | 3,9 %   | 4,9 %    |
| Focus | 1.051      | 04.08.2014 | 36,8 %  | 10,6 % | 9,7 %  | 7,1 %  | 7,8 %  | 3,8 %  | 5,2 %   | 4,2 % | 3,2 % | 4,9 %   | 8,5 %    |
| Polis Slovakia | 1.128      | 31.07.2014 | 35,8 %  | 16,4 % | 7,7 %  | 8,3 %  | 5,5 %  | 4,0 %  | 6,0 %   | 3,8 % | 2,9 % | 3,9 %   | 5,7 %    |
| Polis Slovakia | 1.322      | 01.07.2014 | 35,3 %  | 17,2 % | 7,9 %  | 7,8 %  | 4,9 %  | 3,9 %  | 6,0 %   | 3,9 % | 3,0 % | 4,8 %   | 5,3 %    |
| Focus | 1.025      | 23.06.2014 | 32,2 %  | 15,8 % | 9,3 %  | 5,0 %  | 7,6 %  | 2,4 %  | 5,1 %   | 5,5 % | 3,4 % | 5,1 %   | 8,1 %    |
| Polis Slovakia | 1.603      | 02.06.2014 | 36,4 %  | —      | 8,1 %  | 7,6 %  | 6,2 %  | 3,9 %  | 5,7 %   | 4,3 % | 3,4 % | 4,7 %   | 4,3 %    |
| Europawahl | Europawahl | 24.05.2014 | 24,1 %  | —      | 13,2 % | 5,8 %  | 7,5 %  | 3,6 %  | 6,5 %   | 6,7 % | 6,8 % | 7,8 %   | 16,9 %   |
| Focus | 1.037      | 20.05.2014 | 34,6 %  | —      | 9,9 %  | 5,1 %  | 5,3 %  | 4,3 %  | 5,0 %   | 4,1 % | 4,9 % | 5,3 %   | 24,5 %   |
| Median | 998        | 19.05.2014 | 42,2 %  | —      | 7,9 %  | 5,4 %  | 10,5 % | 4,7 %  | 4,7 %   | 6,7 % | 4,1 % | 7,7 %   | 6,2 %    |
| Polis Slovakia | 1.250      | 06.05.2014 | 38,3 %  | —      | 7,0 %  | 7,9 %  | 7,7 %  | 3,8 %  | 6,3 %   | 3,8 % | 2,9 % | 5,0 %   | 17,3 %   |
| Polis Slovakia | 1.521      | 28.03.2014 | 41,5 %  | —      | 9,2 %  | 7,7 %  | 9,0 %  | 3,7 %  | 6,5 %   | 4,8 % | 3,7 % | 5,8 %   | 8,1 %    |
| Polis Slovakia | 1.521      | 05.03.2014 | 39,0 %  | —      | 7,8 %  | 7,7 %  | 8,5 %  | —      | —       | 6,5 % | —     | 8,9 %   | 21,6 %   |
| Focus | 1.051      | 05.02.2014 | 38,1 %  | —      | 12,7 % | 6,2 %  | 8,0 %  | 3,3 %  | 5,9 %   | 5,4 % | 4,0 % | 7,2 %   | 12,3 %   |
| MVK | 1.106      | 21.01.2014 | 38,1 %  | —      | 9,5 %  | 5,9 %  | 9,2 %  | 2,9 %  | 5,5 %   | 3,9 % | 5,1 % | 8,9 %   | 12,2 %   |

| Institut         | Befragte   | Datum      | Smer-SD | #Sieť  | KDH    | M-H    | OĽaNO  | SNS    | SMK-MKP | SaS   | NOVA  | SDKÚ-DS | Sonstige |
| ---------------- | ---------- | ---------- | ------- | ------ | ------ | ------ | ------ | ------ | ------- | ----- | ----- | ------- | -------- |
| EAC              | 1.380      | 20.01.2016 | 36,3 %  | 15,1 % | 7,8 %  | 7,0 %  | 4,7 %  | 7,7 %  | 5,0 %   | 5,4 % | —     | 2,0 %   | 9,0 %    |
| Focus            | 1.011      | 20.01.2016 | 37,0 %  | 13,2 % | 7,0 %  | 7,0 %  | 6,1 %  | 7,2 %  | 3,9 %   | 5,1 % | —     | 2,4 %   | 11,1 %   |
| WAPmobile        | 1.306      | 15.01.2016 | 35,8 %  | 14,9 % | 8,2 %  | 6,3 %  | 6,8 %  | 7,1 %  | 5,4 %   | 4,2 % | —     | 3,3 %   | 8,0 %    |
| AKO              | 1.000      | 14.01.2016 | 40,7 %  | 8,1 %  | 5,6 %  | 7,9 %  | 5,7 %  | 7,4 %  | 2,1 %   | 6,2 % | —     | 1,6 %   | 10,9 %   |
| SITA             | 1.223      | 14.01.2016 | 41,0 %  | 13,8 % | 6,0 %  | 8,0 %  | 6,0 %  | 7,9 %  | 5,3 %   | 4,2 % | —     | 2,0 %   | 5,8 %    |
| ASA              | 1.046      | 12.01.2016 | 38,2 %  | 12,5 % | 8,0 %  | 6,3 %  | 5,1 %  | 8,4 %  | 5,3 %   | 3,5 % | —     | 5,1 %   | 7,6 %    |
| MVK              | 1.089      | 08.01.2016 | 34,5 %  | 14,7 % | 8,6 %  | 6,5 %  | 5,0 %  | 10,1 % | 5,1 %   | 3,4 % | —     | 2,0 %   | 10,1 %   |
| Phoenix Research | 1.011      | 04.01.2016 | 35,9 %  | 13,9 % | 6,9 %  | 6,8 %  | 5,7 %  | 7,1 %  | 4,1 %   | 5,0 % | —     | 2,1 %   | 4,7 %    |
| EAC              | 1.089      | 30.12.2015 | 38,0 %  | 15,0 % | 7,8 %  | 6,8 %  | 4,9 %  | 6,5 %  | 4,9 %   | 4,7 % | —     | 2,0 %   | 9,4 %    |
| Polis            | 1.422      | 18.12.2015 | 40,0 %  | 13,0 % | 7,1 %  | 8,9 %  | 6,0 %  | 8,2 %  | 4,3 %   | 4,0 % | —     | 2,1 %   | 6,4 %    |
| Median           | 1.228      | 13.12.2015 | 42,4 %  | 8,3 %  | 9,4 %  | 6,6 %  | 6,7 %  | 6,4 %  | 4,4 %   | 7,0 % | —     | 3,3 %   | 5,5 %    |
| AKO              | 1.000      | 10.12.2015 | 43,3 %  | 10,1 % | 6,3 %  | 9,0 %  | 4,5 %  | 8,2 %  | —       | 5,8 % | —     | —       | —        |
| Focus            | 1.004      | 08.12.2015 | 38,4 %  | 13,4 % | 7,4 %  | 6,6 %  | 6,4 %  | 6,3 %  | 4,2 %   | 5,3 % | —     | 2,5 %   | 9,5 %    |
| Phoenix Research | 1.009      | 04.12.2015 | 34,7 %  | 13,4 % | 7,5 %  | 6,6 %  | 5,8 %  | 6,3 %  | 4,2 %   | 4,3 % | —     | 3,2 %   | 6,1 %    |
| AKO              | 1.000      | 01.12.2015 | 42,2 %  | 8,3 %  | 7,9 %  | 10,4 % | 5,7 %  | 9,7 %  | —       | 6,2 % | —     | —       | —        |
| MVK              | 1.270      | 21.11.2015 | 36,0 %  | 14,9 % | 10,1 % | 6,7 %  | 6,6 %  | 6,8 %  | 4,4 %   | 3,7 % | —     | 2,8 %   | 8,0 %    |
| ASA              | 1.021      | 18.11.2015 | 39,7 %  | 11,0 % | 8,5 %  | 6,6 %  | 6,3 %  | 7,0 %  | 5,2 %   | 4,6 % | —     | 5,2 %   | 4,3 %    |
| Polis            | 1.305      | 14.11.2015 | 40,1 %  | 12,6 % | 7,7 %  | 7,8 %  | 6,6 %  | 8,5 %  | 5,3 %   | 4,0 % | —     | 2,8 %   | 4,6 %    |
| Focus            | 1.034      | 11.11.2015 | 39,0 %  | 12,9 % | 7,7 %  | 7,0 %  | 6,6 %  | 6,0 %  | 4,1 %   | 5,2 % | —     | 3,0 %   | —        |
| Median           | 1.111      | 08.11.2015 | 43,4 %  | 7,5 %  | 8,4 %  | 7,0 %  | 6,0 %  | 7,1 %  | 4,2 %   | 6,0 % | —     | 3,4 %   | —        |
| AKO              | 1.000      | 04.11.2015 | 41,0 %  | 9,7 %  | 6,3 %  | 9,9 %  | 5,6 %  | 8,2 %  | 3,4 %   | 5,0 % | —     | 3,9 %   | 7,0 %    |
| Phoenix Research | 1.007      | 04.11.2015 | 35,0 %  | 13,0 % | 7,8 %  | 6,5 %  | 5,9 %  | 6,8 %  | 4,0 %   | 3,7 % | —     | 1,9 %   | —        |
| Polis            | 1.420      | 18.10.2015 | 38,5 %  | 12,4 % | 7,6 %  | 7,7 %  | 6,8 %  | 8,0 %  | 4,4 %   | 4,7 % | —     | 2,5 %   | —        |
| Focus            | 1.032      | 14.10.2015 | 39,1 %  | 12,6 % | 7,1 %  | 7,3 %  | 6,7 %  | 6,1 %  | 4,2 %   | 5,2 % | —     | 2,8 %   | 8,3 %    |
| Median           | 1.217      | 11.10.2015 | 40,8 %  | 8,9 %  | 8,1 %  | 7,1 %  | 8,0 %  | 6,3 %  | 4,2 %   | 5,7 % | —     | 3,2 %   | 7,7 %    |
| AKO              | 1.008      | 08.10.2015 | 38,9 %  | 10,9 % | 8,0 %  | 8,2 %  | 6,7 %  | 8,4 %  | 3,9 %   | 5,9 % | —     | 3,5 %   | 5,6 %    |
| EAC              | 1.541      | 06.10.2015 | 34,8 %  | 13,0 % | 7,7 %  | 7,9 %  | 6,7 %  | 7,2 %  | 5,0 %   | 6,2 % | —     | 1,6 %   | 9,9 %    |
| Phoenix Research | 1.005      | 04.10.2015 | 33,4 %  | 12,4 % | 7,6 %  | 6,9 %  | 6,1 %  | 6,9 %  | 4,3 %   | 3,9 % | —     | —       | —        |
| MVK              | 1.085      | 02.10.2015 | 40,0 %  | 8,3 %  | 10,8 % | 6,9 %  | 4,3 %  | 7,6 %  | 5,0 %   | 3,7 % | —     | —       | 9,9 %    |
| Focus            | 1.003      | 09.09.2015 | 37,7 %  | 11,4 % | 8,2 %  | 7,1 %  | 8,0 %  | 6,4 %  | 4,1 %   | 5,4 % | —     | 2,2 %   | —        |
| Median           | 1.031      | 16.08.2015 | 39,9 %  | 8,3 %  | 9,3 %  | 6,8 %  | 6,6 %  | 7,6 %  | 4,6 %   | 4,8 % | —     | 3,5 %   | 8,6 %    |
| Median           | 1.031      | 29.07.2015 | 38,4 %  | 10,2 % | 9,0 %  | 5,6 %  | 7,8 %  | 8,0 %  | 3,7 %   | 4,7 % | —     | 3,7 %   | 7,9 %    |
| Polis Slovakia   | 1.463      | 18.07.2015 | 35,0 %  | 12,1 % | 7,9 %  | 8,1 %  | 8,9 %  | 8,3 %  | 5,1 %   | 4,5 % | —     | 1,8 %   | 8,3 %    |
| Polis Slovakia   | 1.469      | 14.06.2015 | 34,8 %  | 11,8 % | 8,4 %  | 8,8 %  | 6,9 %  | 8,1 %  | 5,0 %   | 4,3 % | 3,0 % | 1,4 %   | 7,5 %    |
| Focus            | 1.018      | 10.06.2015 | 35,3 %  | 10,9 % | 9,5 %  | 7,8 %  | 7,7 %  | 6,4 %  | 4,3 %   | 4,6 % | 2,5 % | 2,4 %   | 8,6 %    |
| Focus            | 1.067      | 13.05.2015 | 33,2 %  | 10,7 % | 9,4 %  | 7,4 %  | 7,8 %  | 7,3 %  | 5,4 %   | 5,0 % | 2,4 % | 2,3 %   | 9,1 %    |
| Polis Slovakia   | 1.402      | 11.05.2015 | 35,3 %  | 10,8 % | 8,3 %  | 8,4 %  | 7,9 %  | 8,0 %  | 5,5 %   | 3,9 % | 2,4 % | 2,0 %   | 7,7 %    |
| Polis Slovakia   | 1.417      | 18.04.2015 | 34,7 %  | 10,1 % | 10,5 % | 8,7 %  | 7,2 %  | 6,8 %  | 5,2 %   | 4,0 % | 2,4 % | 2,5 %   | 7,9 %    |
| Focus            | 1.027      | 08.04.2015 | 37,4 %  | 10,9 % | 9,9 %  | 7,2 %  | 7,0 %  | 5,7 %  | 4,0 %   | 5,3 % | 2,3 % | 3,2 %   | 7,1 %    |
| eCall Slovakia   | 1.266      | 27.03.2015 | 35,6 %  | 12,6 % | 8,3 %  | 9,9 %  | 7,5 %  | 6,4 %  | 3,8 %   | 5,1 % | 2,6 % | 3,2 %   | 5,0 %    |
| Polis Slovakia   | 1.448      | 23.03.2015 | 37,7 %  | 9,3 %  | 8,0 %  | 8,0 %  | 8,8 %  | 6,2 %  | 4,7 %   | 3,8 % | 2,8 % | 2,2 %   | 8,5 %    |
| MVK              | 1.106      | 10.03.2015 | 38,8 %  | 7,8 %  | 11,5 % | 7,1 %  | 7,7 %  | 5,1 %  | 5,4 %   | 2,6 % | 2,0 % | 3,5 %   | 8,5 %    |
| Polis Slovakia   | 1.472      | 18.02.2015 | 36,8 %  | 10,1 % | 7,3 %  | 8,6 %  | 6,7 %  | 7,2 %  | 4,6 %   | 4,2 % | 3,1 % | 3,1 %   | 8,3 %    |
| Focus            | 1.010      | 03.02.2015 | 35,5 %  | 11 %   | 10,9 % | 7 %    | 6 %    | 5,7 %  | 4,6 %   | 4,4 % | 3,3 % | 2,8 %   | 8,8 %    |
| Polis Slovakia   | 1.410      | 18.01.2015 | 37,4 %  | 11,3 % | 7,9 %  | 7,9 %  | 7,7 %  | 5,7 %  | 5,7 %   | 3,9 % | 2,4 % | 2,5 %   | 7,6 %    |
| Polis Slovakia   | 1.463      | 07.12.2014 | 38,3 %  | 11,9 % | 8,2 %  | 7,8 %  | 8,4 %  | 5,2 %  | 5,1 %   | 3,9 % | 2,4 % | 3,1 %   | 5,7 %    |
| MVK              | 1.125      | 07.11.2014 | 38,8 %  | 11,9 % | 12,2 % | 6,2 %  | 6,9 %  | 3,9 %  | 4,5 %   | 3,7 % | 3,1 % | 3,9 %   | 4,9 %    |
| Focus            | 1.051      | 04.08.2014 | 36,8 %  | 10,6 % | 9,7 %  | 7,1 %  | 7,8 %  | 3,8 %  | 5,2 %   | 4,2 % | 3,2 % | 4,9 %   | 8,5 %    |
| Polis Slovakia   | 1.128      | 31.07.2014 | 35,8 %  | 16,4 % | 7,7 %  | 8,3 %  | 5,5 %  | 4,0 %  | 6,0 %   | 3,8 % | 2,9 % | 3,9 %   | 5,7 %    |
| Polis Slovakia   | 1.322      | 01.07.2014 | 35,3 %  | 17,2 % | 7,9 %  | 7,8 %  | 4,9 %  | 3,9 %  | 6,0 %   | 3,9 % | 3,0 % | 4,8 %   | 5,3 %    |
| Focus            | 1.025      | 23.06.2014 | 32,2 %  | 15,8 % | 9,3 %  | 5,0 %  | 7,6 %  | 2,4 %  | 5,1 %   | 5,5 % | 3,4 % | 5,1 %   | 8,1 %    |
| Polis Slovakia   | 1.603      | 02.06.2014 | 36,4 %  | —      | 8,1 %  | 7,6 %  | 6,2 %  | 3,9 %  | 5,7 %   | 4,3 % | 3,4 % | 4,7 %   | 4,3 %    |
| Europawahl       | Europawahl | 24.05.2014 | 24,1 %  | —      | 13,2 % | 5,8 %  | 7,5 %  | 3,6 %  | 6,5 %   | 6,7 % | 6,8 % | 7,8 %   | 16,9 %   |
| Focus            | 1.037      | 20.05.2014 | 34,6 %  | —      | 9,9 %  | 5,1 %  | 5,3 %  | 4,3 %  | 5,0 %   | 4,1 % | 4,9 % | 5,3 %   | 24,5 %   |
| Median           | 998        | 19.05.2014 | 42,2 %  | —      | 7,9 %  | 5,4 %  | 10,5 % | 4,7 %  | 4,7 %   | 6,7 % | 4,1 % | 7,7 %   | 6,2 %    |
| Polis Slovakia   | 1.250      | 06.05.2014 | 38,3 %  | —      | 7,0 %  | 7,9 %  | 7,7 %  | 3,8 %  | 6,3 %   | 3,8 % | 2,9 % | 5,0 %   | 17,3 %   |
| Polis Slovakia   | 1.521      | 28.03.2014 | 41,5 %  | —      | 9,2 %  | 7,7 %  | 9,0 %  | 3,7 %  | 6,5 %   | 4,8 % | 3,7 % | 5,8 %   | 8,1 %    |
| Polis Slovakia   | 1.521      | 05.03.2014 | 39,0 %  | —      | 7,8 %  | 7,7 %  | 8,5 %  | —      | —       | 6,5 % | —     | 8,9 %   | 21,6 %   |
| Focus            | 1.051      | 05.02.2014 | 38,1 %  | —      | 12,7 % | 6,2 %  | 8,0 %  | 3,3 %  | 5,9 %   | 5,4 % | 4,0 % | 7,2 %   | 12,3 %   |
| MVK              | 1.106      | 21.01.2014 | 38,1 %  | —      | 9,5 %  | 5,9 %  | 9,2 %  | 2,9 %  | 5,5 %   | 3,9 % | 5,1 % | 8,9 %   | 12,2 %   |

## Wahlergebnis
In den letzten zwei Wochen vor den Wahlen durften keine Wahlumfragen mehr veröffentlicht werden, das Wahlergebnis widersprach aber allen vorherigen Umfragen, Prognosen und Analysen. Mit 59,82 % lag die Wahlbeteiligung der 4,4 Millionen Wahlberechtigten minimal höher als in den Wahlen 2012 mit 59,11 %. Die bislang mit absoluter Mehrheit regierende sozialdemokratische Smer-SD unter Ministerpräsident Robert Fico wurde abgestraft und fielen von 44,4 % im Jahr 2012 auf 28,3 %, ebenso wie die katholisch-konservative KDH, die mit 4,9 % erstmals seit den Wahlen 1990 an der Fünfprozenthürde scheiterte. Die ehemalige Regierungspartei SDKÚ-DS, die während der Ministerpräsidentschaft von Mikuláš Dzurinda die Slowakei in die EU und die NATO geführt hatte, versank mit ihrem Vorsitzenden Pavol Frešo in der Bedeutungslosigkeit (0,26 %). Zu den Verlierern gehörten auch die beiden Parteien der ungarischen Minderheit. Most–Híd blieb hinter den guten Umfrageergebnissen zurück und die SMK verfehlte erneut den Einzug in den Nationalrat.
Gewinner der Wahlen waren die Parteien, die sich vor der Wahl am meisten gegen Robert Fico und seine Smer-SD Alleinregierung positioniert hatten, so die liberale SaS (12,1 %) von Richard Sulík und die Protestpartei OĽaNO (11,0 %) von Igor Matovič. Zu den Wahlgewinnern zählte auch die Protestpartei Sme rodina des Unternehmers Boris Kollár, der mit 6,6 % erstmals der Einzug in den Nationalrat gelang. Gewonnen haben auch die Parteien im nationalistischen Lager. So konnte die Slovenská národná strana (SNS), die 2012 aus dem Nationalrat geflogen war und sich unter ihrem neuen Vorsitzenden Andrej Danko gemäßigter gab, mit 8,6 % den Wiedereinzug schaffen. Erstmals im Nationalrat vertreten ist auch die rechtsextreme ĽSNS von Marian Kotleba (8,0 %).
Die neue liberal-konservative Partei #Sieť von Radoslav Procházka schaffte zwar den Einzug in den Nationalrat, blieb aber mit 5,6 % deutlich unter den (auch von Umfragen gestützten) hohen Erwartungen.

### Gesamtwahlergebnis
| Partei                                              | Partei                                                                           | Stimmen   | Stimmen | Stimmen | Sitze  | Sitze | Sitze  |  |
| Partei                                              | Partei                                                                           | Anzahl    | %       | +/−     | Anzahl | +/−   | %      |  |
| --------------------------------------------------- | -------------------------------------------------------------------------------- | --------- | ------- | ------- | ------ | ----- | ------ |  |
|                                                     | Richtung – Sozialdemokratie (Smer-SD)                                            | 737.481   | 28,28   | −16,13  | 49     | −34   | 32,67  |  |
|                                                     | Freiheit und Solidarität (SaS)                                                   | 315.558   | 12,10   | +6,22   | 21     | +10   | 14,00  |  |
|                                                     | Gewöhnliche Leute und unabhängige Personen (OĽaNO)                               | 287.611   | 11,02   | +2,47   | 19     | +3    | 12,67  |  |
|                                                     | Slovenská národná strana (SNS)                                                   | 225.386   | 8,64    | +4,09   | 15     | +15   | 10,00  |  |
|                                                     | Kotleba – Volkspartei Unsere Slowakei (ĽSNS)                                     | 209.779   | 8,04    | +6,46   | 14     | +14   | 9,33   |  |
|                                                     | Wir sind eine Familie – Boris Kollár (SR)                                        | 172.860   | 6,62    | Neu     | 11     | Neu   | 7,33   |  |
|                                                     | Brücke, Partei der Zusammenarbeit (M-H)                                          | 169.593   | 6,50    | −0,39   | 11     | −2    | 7,33   |  |
|                                                     | #Netzwerk (#Sieť)                                                                | 146.205   | 5,60    | Neu     | 10     | Neu   | 6,67   |  |
|                                                     | Christlich-Demokratische Bewegung (KDH)                                          | 128.908   | 4,94    | −3,88   | —      | −16   | —      |  |
|                                                     | Partei der ungarischen Gemeinschaft (SMK-MKP)                                    | 105.495   | 4,04    | −0,24   | —      | —     | —      |  |
|                                                     | Slowakische Bürgerkoalition (SKOK!)                                              | 21.785    | 0,83    | Neu     | —      | Neu   | —      |  |
|                                                     | Partei TIP (TIP)                                                                 | 18.845    | 0,72    | Neu     | —      | Neu   | —      |  |
|                                                     | Partei der Grünen (SZ)                                                           | 17.541    | 0,67    | +0,25   | —      | —     | —      |  |
|                                                     | Kommunistische Partei der Slowakei (KSS)                                         | 16.278    | 0,62    | −0,10   | —      | —     | —      |  |
|                                                     | Slowakische Demokratische und Christliche Union – Demokratische Partei (SDKÚ-DS) | 6.938     | 0,26    | −5,83   | —      | −11   | —      |  |
|                                                     | ŠANCA                                                                            | 6.522     | 0,25    | Neu     | —      | Neu   | —      |  |
|                                                     | Partei einer modernen Slowakei (SMS)                                             | 4.559     | 0,17    | Neu     | —      | Neu   | —      |  |
|                                                     | Direkte Demokratie (PD)                                                          | 3.595     | 0,13    | Neu     | —      | Neu   | —      |  |
|                                                     | Mut – Große nationale und prorussische Koalition                                 | 3.428     | 0,13    | Neu     | —      | Neu   | —      |  |
|                                                     | Trotz – Partei der Arbeit (Vzdor)                                                | 3.182     | 0,12    | Neu     | —      | Neu   | —      |  |
|                                                     | Ungarische Christdemokratische Allianz (MKA)                                     | 2.426     | 0,09    | Neu     | —      | Neu   | —      |  |
|                                                     | Demokraten der Slowakei – Ľudo Kaník                                             | 1.998     | 0,07    | Neu     | —      | Neu   | —      |  |
|                                                     | Koalition zusammen für die Slowakei                                              | 1.777     | 0,06    | Neu     | —      | Neu   | —      |  |
| Gesamt                                              | Gesamt                                                                           | 2.607.750 | 100,00  |         | 150    |       | 100,00 |  |
| Gültige Stimmen                                     | Gültige Stimmen                                                                  | 2.607.750 | 98,56   | +0,13   |        |       |        |  |
| Ungültige Stimmen                                   | Ungültige Stimmen                                                                | 40.434    | 1,44    | −0,13   |        |       |        |  |
| Wahlbeteiligung                                     | Wahlbeteiligung                                                                  | 2.648.184 | 59,82   | +0,71   |        |       |        |  |
| Nichtwähler                                         | Nichtwähler                                                                      | 1.778.576 | 40,18   | −0,71   |        |       |        |  |
| Wahlberechtigte                                     | Wahlberechtigte                                                                  | 4.426.760 |         |         |        |       |        |  |
| Quelle: Statistisches Amt der Slowakischen Republik |                                                                                  |           |         |         |        |       |        |  |

### Kartografische Darstellung
Die folgenden Karten zeigen die Stimmenanteile der Parteien nach Wahlbezirken:

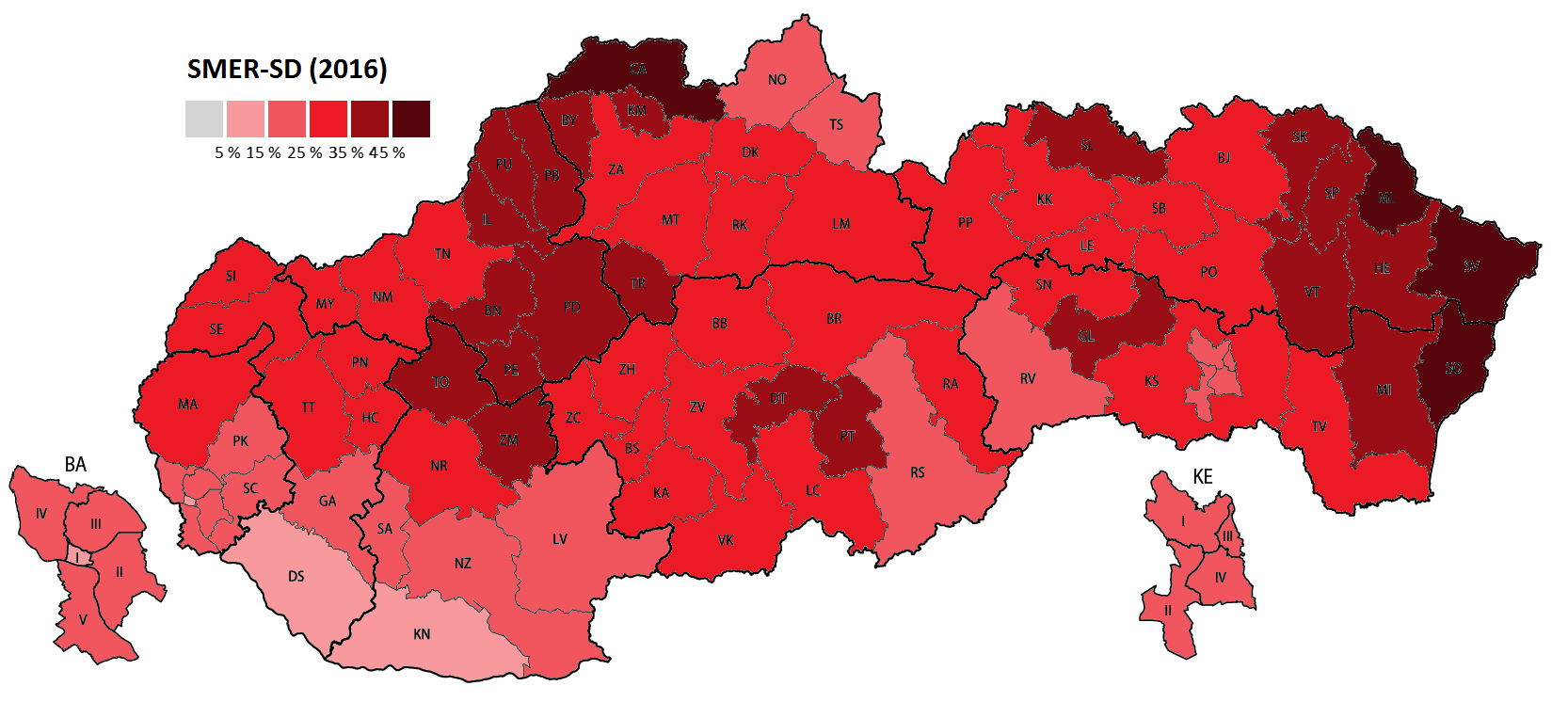
Richtung – Sozialdemokratie (Smer-SD)
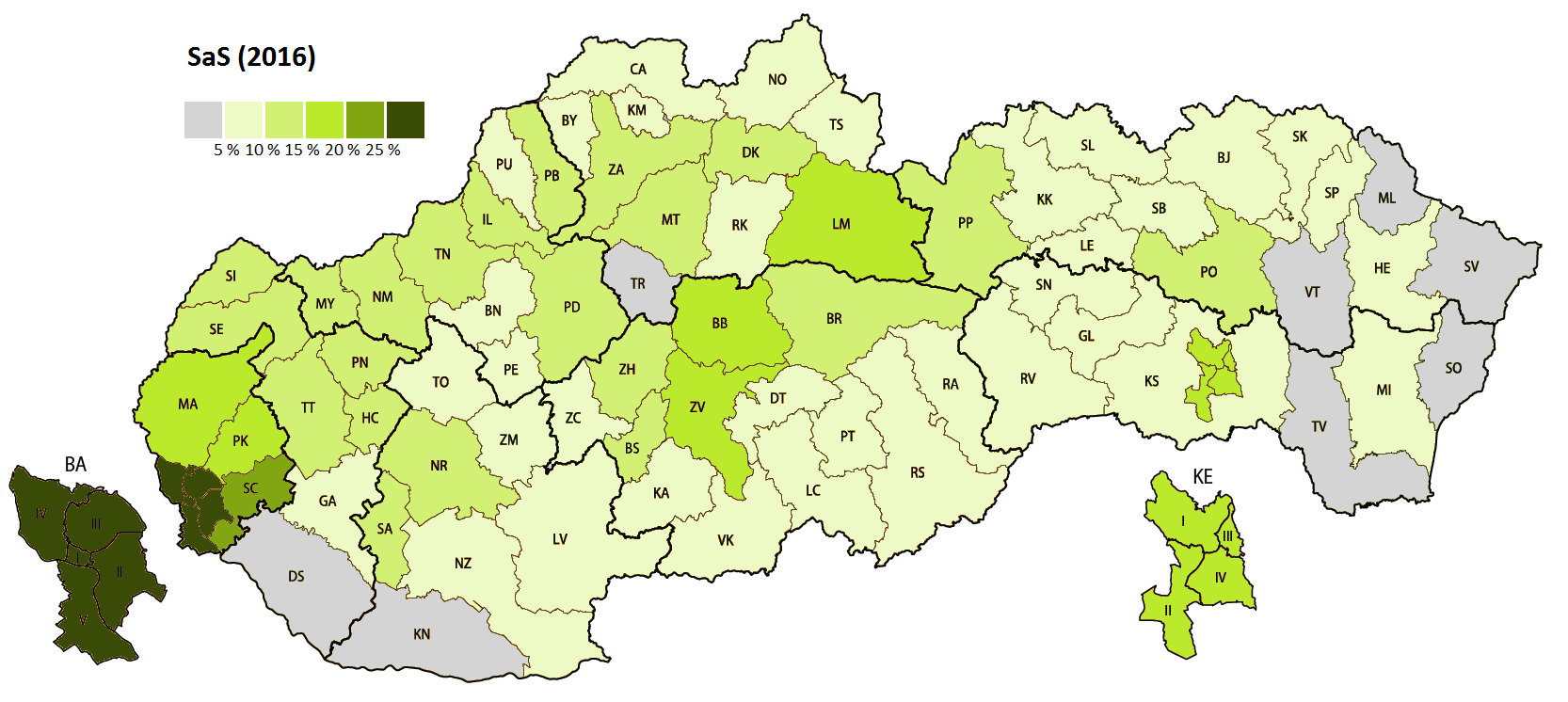
Freiheit und Solidarität (SaS)
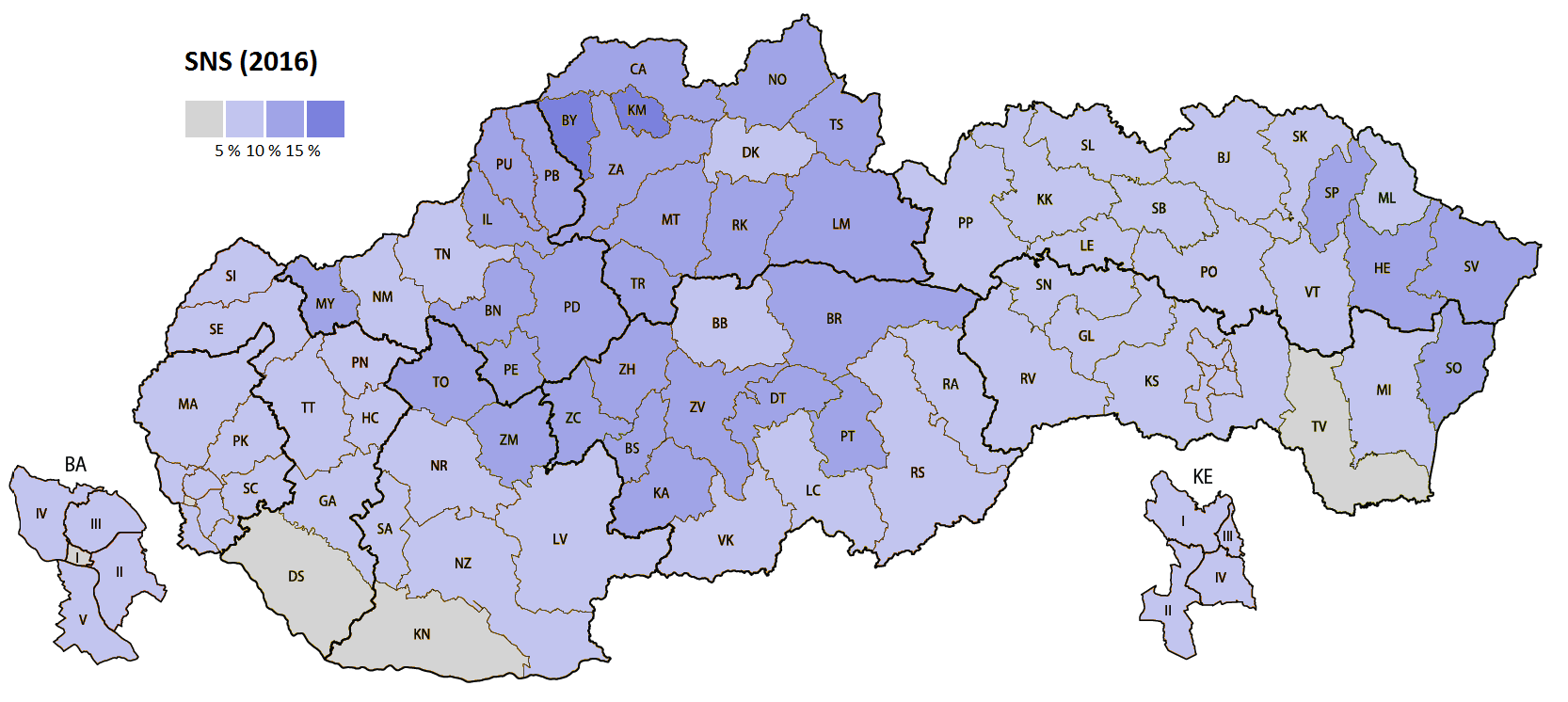
Slovenská národná strana (SNS)
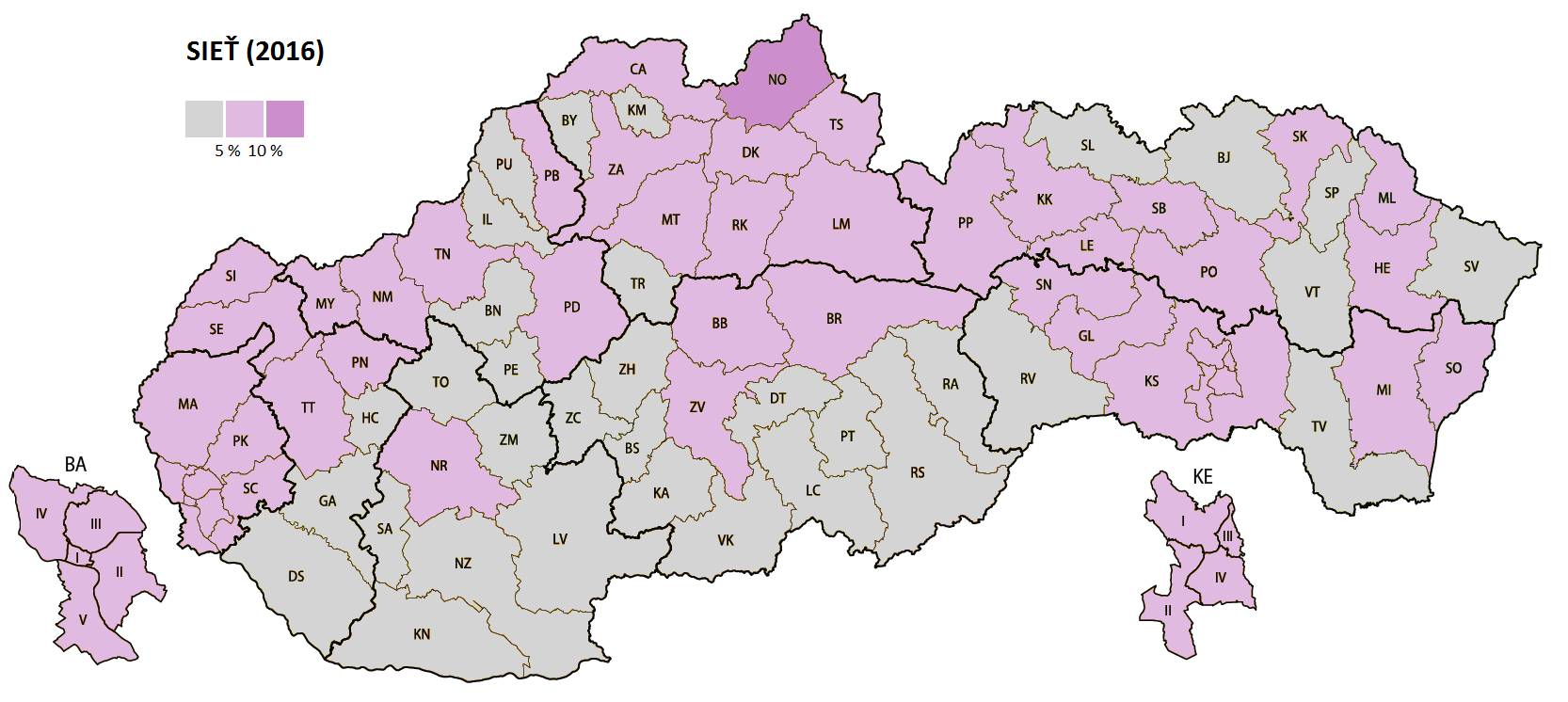
#Netzwerk (#Sieť)
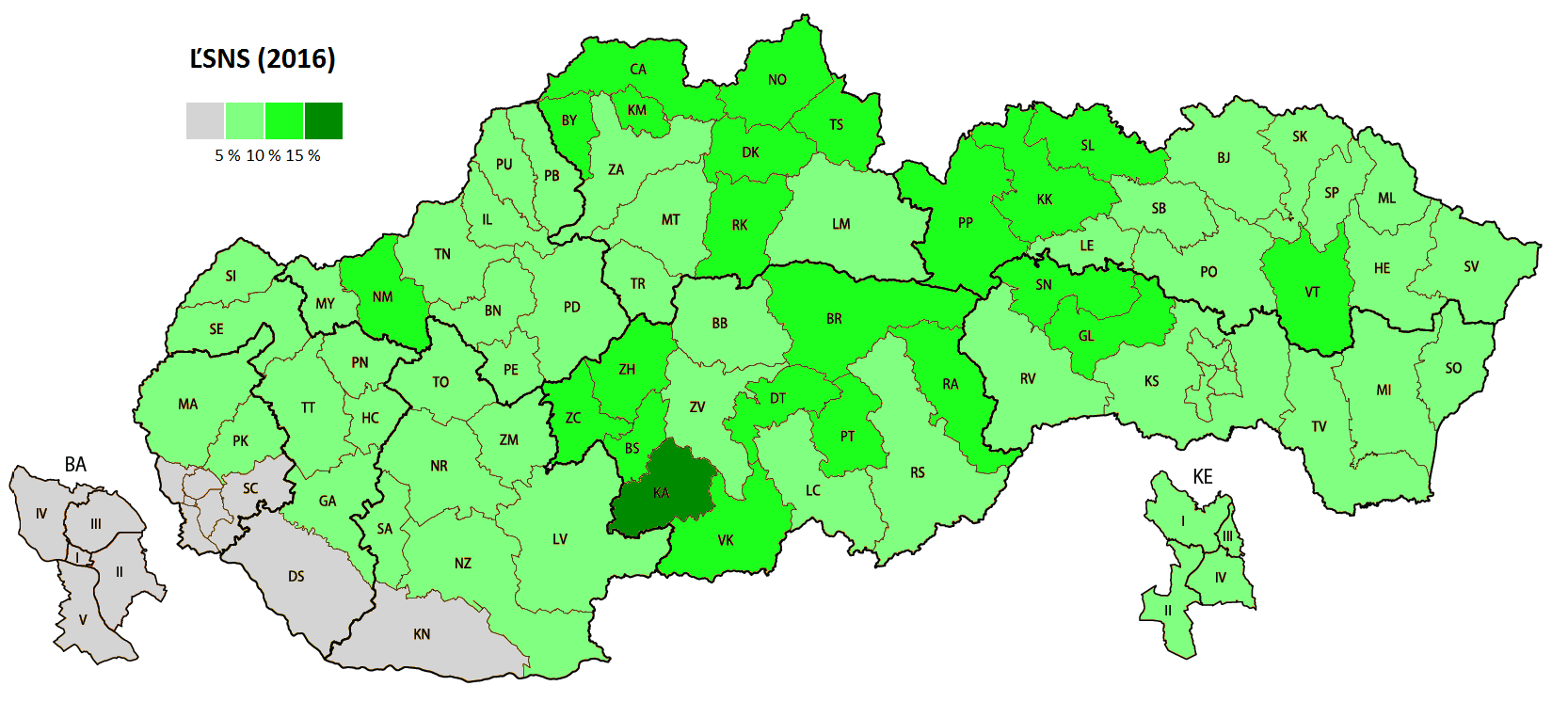
Kotleba – Volkspartei Unsere Slowakei (ĽSNS)
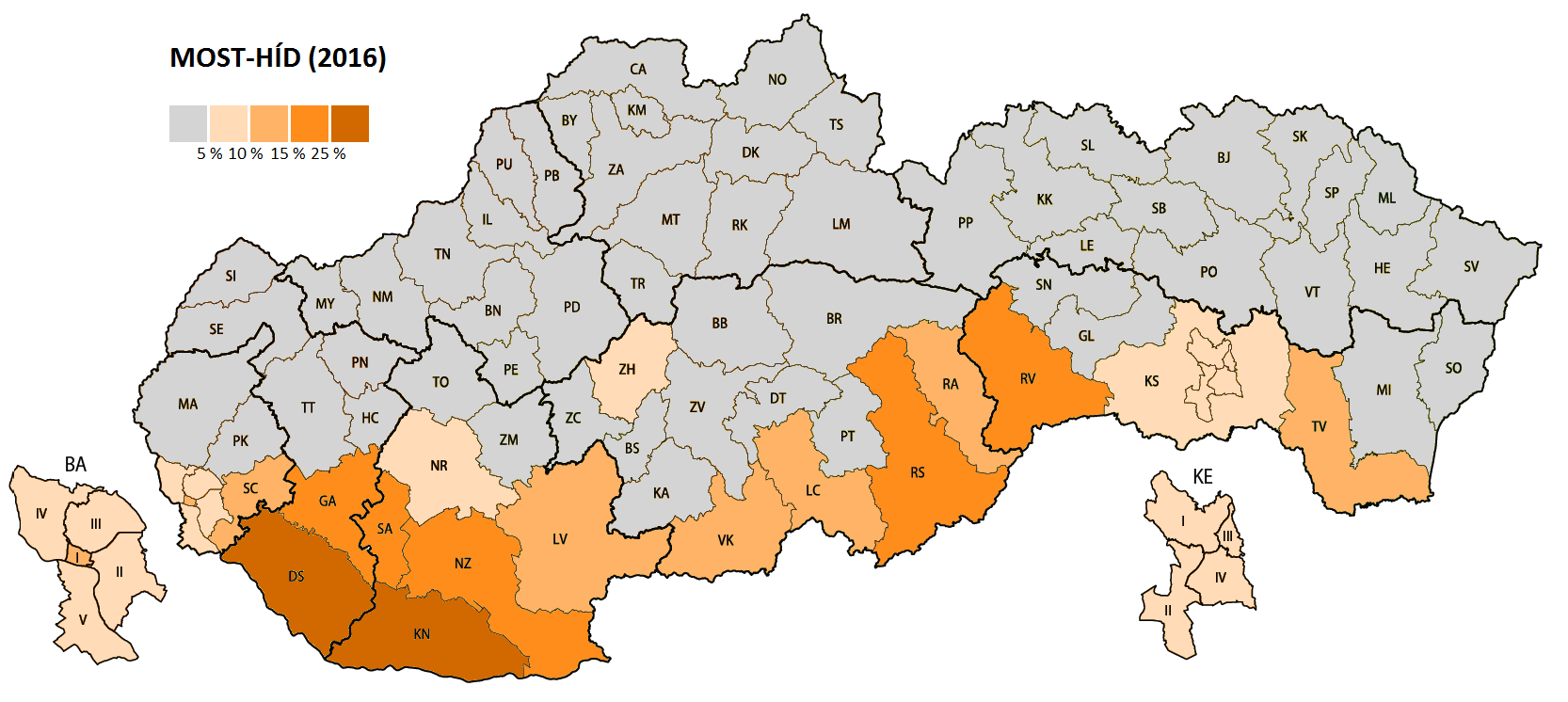
Brücke, Partei der Zusammenarbeit (M-H)
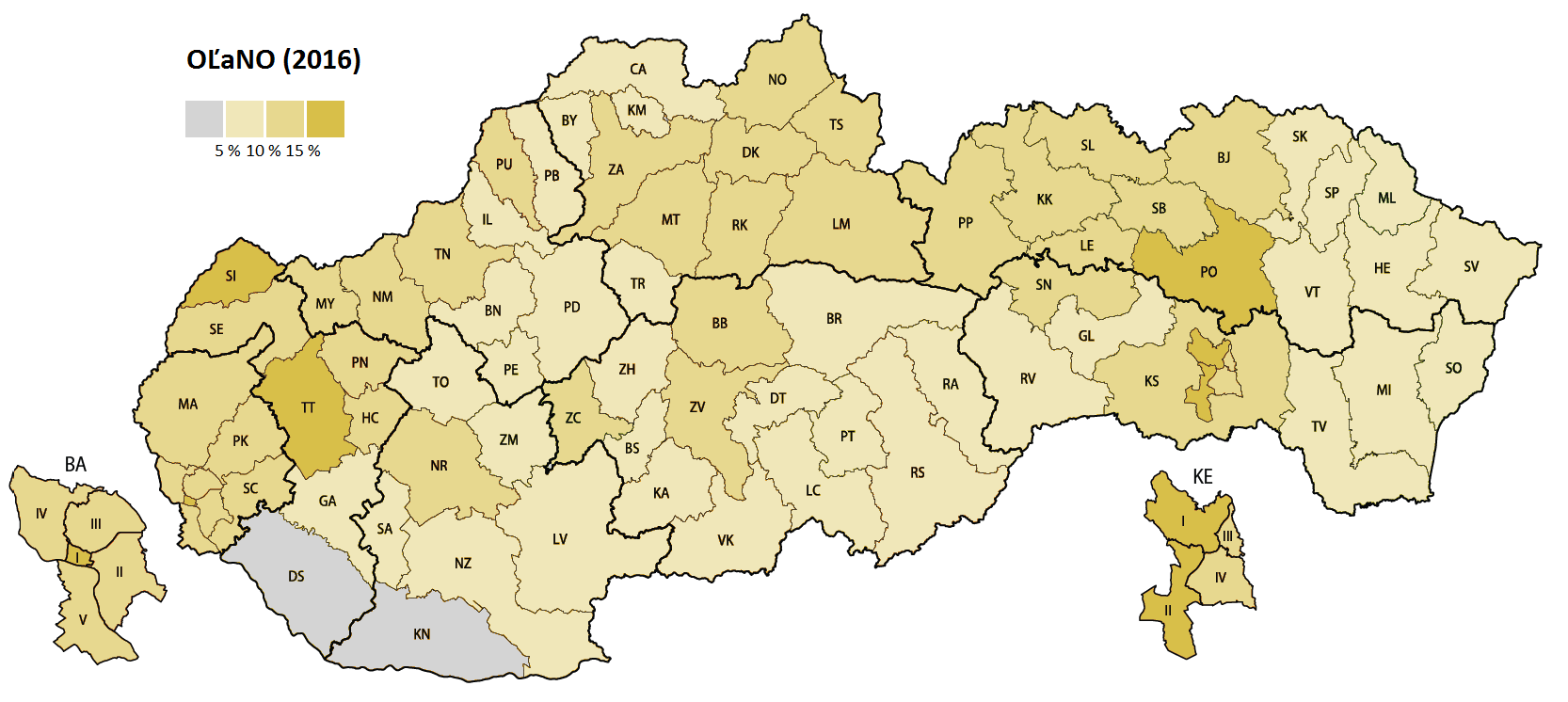
Gewöhnliche Leute und unabhängige Personen (OĽaNO)
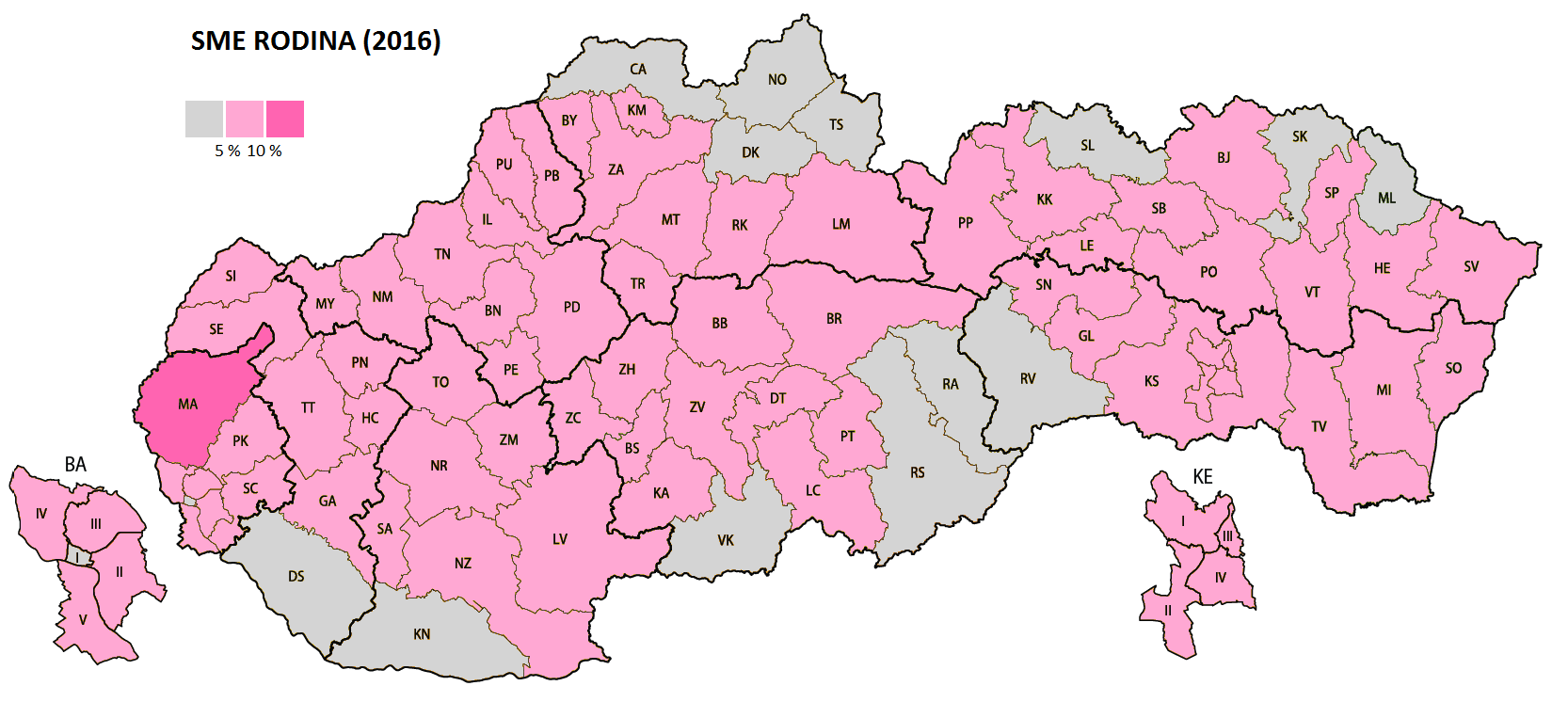
Wir sind eine Familie – Boris Kollár (SR)